# Сторожевые катера типа «Граничар»
Сторожевые катера типа «Граничар» - корабли военно-морского флота королевства Югославии, которые использовались итальянскими войсками и находились на вооружении военно-морского флота Болгарии во время второй мировой войны.

## История
Катера «Стражар» и «Граничар» были построены в 1929 году на верфи в Регенсбурге в Веймарской республике по заказу правительства Югославии. В дальнейшем, они базировались на Охридском озере и использовались в качестве патрульных катеров.
После захвата Югославии в апреле 1941 года потопленные экипажами катера оказались в итальянской зоне оккупации, они были подняты, отремонтированы и переданы в состав итальянских оккупационных войск. 
После капитуляции Италии, 30 октября 1943 года оба катера перешли в распоряжении болгарских войск. В ходе осмотра трофеев было установлено, что оба катера находятся в небоеспособном состоянии, на них отсутствовало вооружение и часть деталей двигателей. Тем не менее, было принято решение отремонтировать катера и включить их в состав болгарского флота, и из флотского арсенала в Варне отправили восемь техников и специалистов.
19 мая 1944 года приказом адмирала Асена Тошева оба катера были переклассифицированы в патрульные корабли и включены в состав Охридской морской патрульной группы (23 военнослужащих, командир - мичман I ранг Атанас Тодоров Изворски) под наименованием «Патрулен кораб № 1» («Стражар») и «Патрулен кораб № 2» («Граничар»).
В дальнейшем, «Стражар» несколько раз выходил на патрулирование Охридского озера, однако второй катер использовать не получилось, так как необходимые для ремонта силовой установки запасные части так и не были получены. 6 сентября 1944 года болгарские войска начали отступление к линии довоенной границы, и генерал Иван Маринов приказал уничтожить оставляемое имущество. Катер «Стражар» был заминирован противотанковой миной, но она не взорвалась.
После окончания войны оба катера некоторое время использовались в гражданской службе, а затем были разобраны на металлолом.

## Описание
Катер типа «Граничар» представлял собой 18-метровый цельнометаллический сторожевой катер с бескомпрессорным дизельным двигателем "Motoren Werke Manheim" мощностью 120 лошадиных сил и мог развивать скорость до 20 км/ч.
- изначально каждый катер был вооружён одним 47-мм орудием на носу и одним станковым пулемётом на корме (однако это вооружение было демонтировано итальянцами);
- после зачисления в состав болгарского флота, в 1944 году на «Стражар» были установлены одно одноствольное 20-мм зенитное орудие, два зенитных пулемёта и один тяжёлый станковый пулемёт.